# Sara Sommerfeld

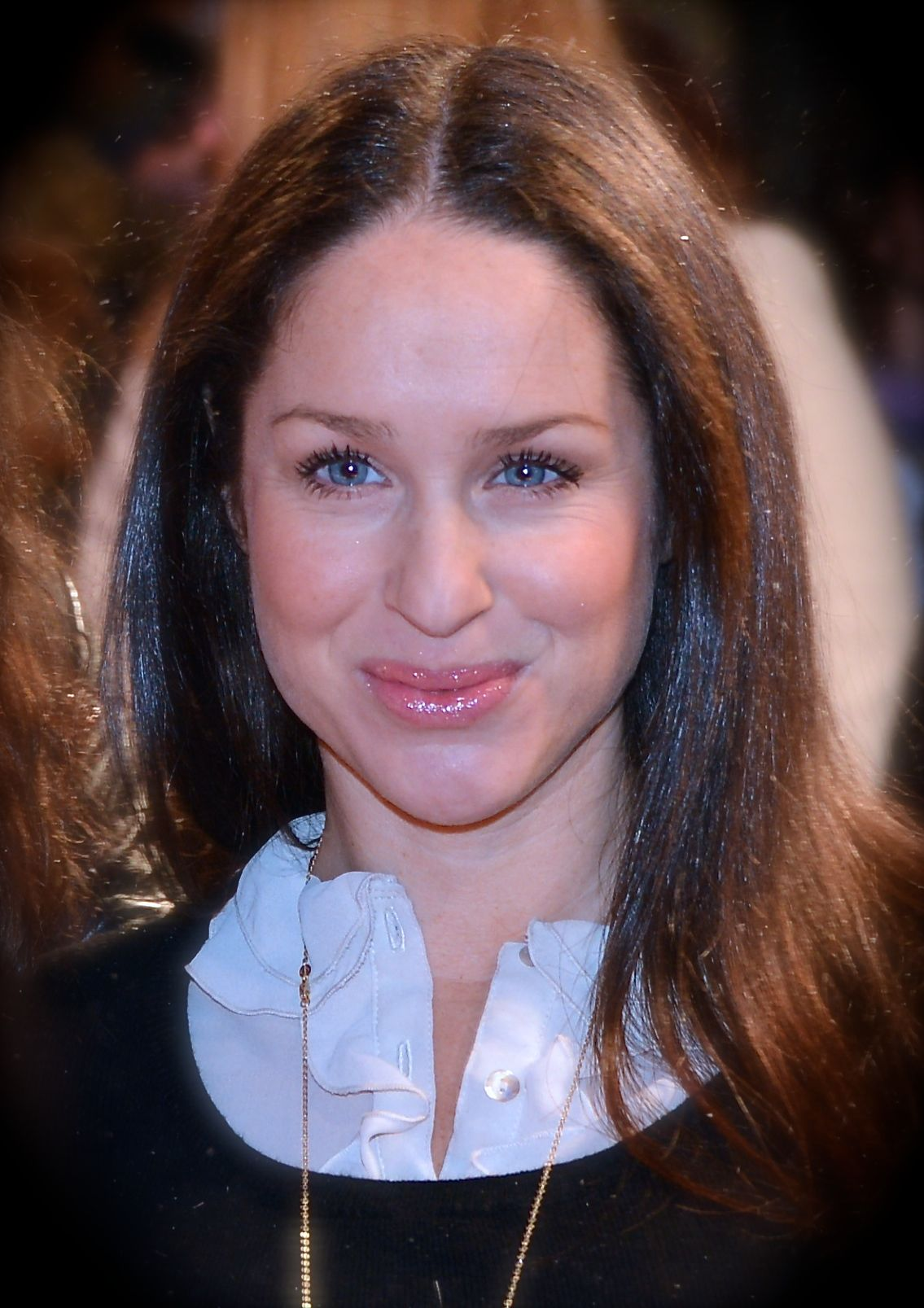
Sara Sommerfeld (2012)

Sara Sommerfeld (* 28. Oktober 1977 in Sollentuna, Schweden) ist eine schwedische Schauspielerin.

## Leben
Sara Sommerfeld wurde als Tochter polnisch-jüdischer Immigranten geboren, die 1968 nach Schweden auswanderten. Ihre Großmutter überlebte das KZ Auschwitz. Als Tochter zweier Ärzte wuchs sie mit vier weiteren Schwestern im Norden Stockholms auf. In ihrer Jugend nahm Sommerfeld Ballettunterricht, erlernte die Violine und schwamm drei Mal die Woche im Verein. Bereits als Zehnjährige stand sie auf der Theaterbühne. Ihre Schauspielausbildung absolvierte sie 2001 erfolgreich an der Teaterhögskolan in Göteborg.
Ihr Filmdebüt gab Sommerfeld mit dem 1989 ausgestrahlten und von Marianne Ahrne inszenierten Fernsehfilm Maskrosbarn. Seitdem war sie unter anderem in Filmen wie Die besten Absichten, Zero Tolerance – Zeugen in Angst und Tsatsiki – Freunde für immer zu sehen. Ihren größten Erfolg hatte sie mit der Hauptrolle der Nazli in dem von Reza Bagher inszenierten Liebesdrama Vingar av glas. Dafür wurde sie 2001 als Beste Hauptdarstellerin für den schwedischen Nationalfilmpreis Guldbagge nominiert.

## Filmografie (Auswahl)
- 1989: Maskrosbarn
- 1992: Die besten Absichten (Den goda viljan)
- 1999: Zero Tolerance – Zeugen in Angst (Noll tolerans)
- 2000: Wings of Glass (Vingar av Glas)
- 2001: Tsatsiki – Freunde für immer (Tsatsiki – Vänner för alltid)
- 2006: Baba’s Cars
- 2006: Kommissar Beck: Der Advokat (Beck – Advokaten)
- 2009: Göta kanal 3: Kanalkungens hemlighet
- 2013: LasseMajas detektivbyrå – Von Broms hemlighet
- 2015: JerryMaya’s Detective Agency – Stella Nostra
- 2017: Wolkenjunge (Cloudboy)
- 2019: Ankdammen